# EZproxy
EZproxy es un servidor proxy web utilizado por las bibliotecas para dar acceso desde el exterior de la red informática de la biblioteca, a un sitio web de acceso restringido que auténtica los usuarios por dirección IP . Esto permite a los usuarios de bibliotecas en el hogar o en otros lugares que se conecten a través del servidor EZproxy de su biblioteca y acceder a la base de datos bibliográfica y similares a las que su biblioteca se encuentre suscrito.
El software fue escrito originalmente por Chris Zagar en 1999 que fundó Useful Utilities LLC para apoyarlo. OCLC anunció en enero de 2008 que había adquirido el producto y que contrataría a Zagar como consultor de tiempo completo durante un año. Zagar es un bibliotecario que sirve como un bibliotecario de sistemas en la Estrella Mountain Community College, una parte de la Maricopa Community Colleges de Arizona. Ganó el LITA / Brett Butler Entrepreneurship Award en 2006 por su trabajo con EZproxy.